# Kocioł kolmarski

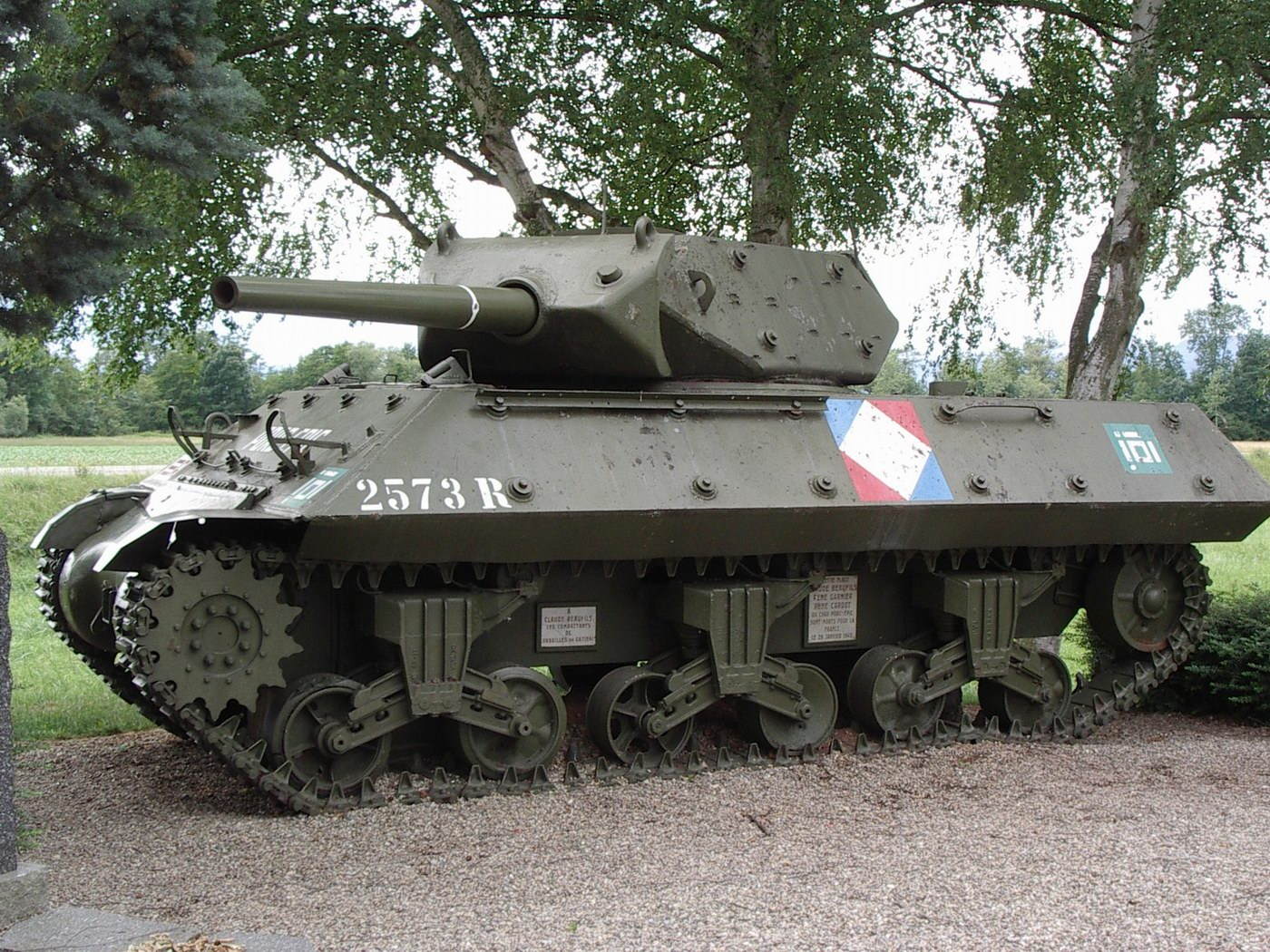
M10 Wolverine z francuskiego 8 Pułku Szaserów Afrykańskich uszkodzony 26 stycznia 1945 w pobliżu Illhaeusern (obecnie pomnik)

Kocioł kolmarski (fr. Poche de Colmar, ang. Colmar Pocket, niem. Brückenkopf Elsass) – obszar znajdujący się w środkowej Alzacji we Francji, zajmowany przez niemiecką 19 Armię od listopada 1944 r. do lutego 1945 r., w czasie walk toczonych przeciwko amerykańskiej 6 Grupie Armii podczas II wojny światowej. Powstał w wyniku wyzwolenia południowej i północnej Alzacji oraz sąsiedniej wschodniej Lotaryngii przez wojska amerykańskie, które napotkały poważny opór przy próbie oczyszczenia środkowej Alzacji. Podczas operacji Nordwind w grudniu 1944 r. 19 Armia zaatakowała na północ z kotła kolmarskiego, wspierając inne siły niemieckie atakujące na południe od Saary do północnej Alzacji. Na przełomie stycznia i lutego 1945 r. 1 Armia Francuska „Ren i Dunaj”, wzmocniona przez amerykański XXI Korpus, oczyściła ten obszar z sił niemieckich.

## Uformowanie kotła
Niemiecki przyczółek na zachodnim brzegu Renu o długości 40 km i głębokości 50 km powstał w listopadzie 1944 r., kiedy niemiecka obrona w Wogezach upadła pod naporem ofensywy 6 Grupy Armii. Francuska 1 Armia gen. Jeana de Lattre de Tassigny’ego przełamała front w Belfort i zniszczyła niemiecki IV Korpus Luftwaffe w pobliżu miasta Burnhaupt w południowych Wogezach. Wkrótce potem siły francuskie dotarły do Renu w regionie na północ od granicy szwajcarskiej pomiędzy Miluzą a Bazyleą. Podobnie w północnych Wogezach francuska 2 Dywizja Pancerna prowadziła ofensywę amerykańskiej 7 Armii, przełamała front pod Col de Saverne i ruszyła w stronę Renu, wyzwalając Strasburg 23 listopada 1944 r. Efektem tych dwóch ofensyw było ograniczenie obecności niemieckiej w południowej Alzacji na zachód od Renu do półkolistego przyczółka z miastem Colmar pośrodku, znanego w historiografii jako kocioł kolmarski.

### Niemieckie przygotowania
Oprócz Normandii obszarami Francji najsilniej bronionymi przez Niemców były Alzacja i Lotaryngia. Stało się tak częściowo dlatego, że ofensywa aliantów w 1944 r. została spowolniona przez trudności zaopatrzeniowe, gdy wojska Sprzymierzonych dotarły do najbardziej wysuniętego na wschód obszaru Francji, ale głównym powodem silnej niemieckiej obrony tych regionów było przekonanie, że te dwie prowincje, Alzacja i Lotaryngia, są częścią Niemiec, więc będą bronione tak samo, jak każda inna ziemia niemiecka. To spostrzeżenie wpłynęło na decyzje Adolfa Hitlera z 24 i 27 listopada 1944 r., które zobowiązały 19 Armię gen. Sigfrieda Raspa do obrony regionu Colmaru. 26 listopada Niemcy utworzyli Grupę Armii Oberrhein pod dowództwem Heinricha Himmlera i powierzyli jej obronę frontu między Bienwaldem a granicą szwajcarską. Ogromne znaczenie dla niemieckiej obrony wokół Colmaru miały mosty nad Renem w Breisach i Chalampé, ponieważ to właśnie tymi mostami dostarczano zaopatrzenie.

### Alianckie przygotowania
Kryzys zaopatrzeniowy i ciężkie walki jesienią 1944 r. osłabiły przewagę sił alianckich w północno-zachodniej Europie, a 6 Armia nie była od tej reguły wyjątkiem. Ograniczone wsparcie logistyczne wymusiło nałożenie ograniczeń na użycie amunicji artyleryjskiej i liczbę dywizji, które alianci mogliby skutecznie użyć na linii frontu. Błędne prognozy dotyczące liczby potrzebnych uzupełnień żołnierzy piechoty uniemożliwiły amerykańskim kompaniom strzeleckim utrzymanie pełnych stanów.
Z kolei u Francuzów system uzupełnień był ograniczony ilością infrastruktury szkoleniowej, którą udało się przywrócić od czasu wyzwolenia kraju w sierpniu 1944 r., a ponadto był napięty z powodu kontrowersyjnej decyzji francuskiego rządu o „wybieleniu” sił francuskich w Alzacji, wskutek której wysłano doświadczonych żołnierzy z Senegalu i innych żołnierzy kolonialnych na południe i zastąpiono ich żołnierzami Francuskich Sił Wewnętrznych (FFI) o różnej jakości i doświadczeniu. Podczas gdy oddziały FFI były zdolne do operacji obronnych, musiały przejść ostre szkolenie, aby stać się skutecznymi w operacjach ofensywnych, szczególnie w przypadku złożonych działań, takich jak operacje połączone. W połączeniu ze strukturą wojsk wsparcia (artyleria, wojska inżynieryjne itp.), która była słabsza niż w przypadku innych armii alianckich, niska skuteczność bojowa francuskiej 1 Armii pozwoliła Niemcom utrzymać kocioł kolmarski w obliczu nieudanej ofensywy francuskiej w dniach 15–22 grudnia 1944 r.

### Relokacje wojsk alianckich
W Nowy Rok 1945 Niemcy rozpoczęli operację Nordwind (niem. Północny Wiatr), której jednym z celów było odzyskanie Strasburga. Oddziały 198 Dywizji Piechoty i 106 Brygady Pancernej zaatakowały na północ od kotła kolmarskiego w dniach 7–13 stycznia. Francuzi utrzymali front na południe od Strasburga i udaremnili niemieckie próby odzyskania miasta. Po upadku operacji Nordwind, 6 Grupie Armii nakazano likwidację kotła kolmarskiego w ramach planu gen. Dwighta Eisenhowera, zakładającego, aby wszystkie siły alianckie zbliżyły się do Renu przed ostateczną inwazją na Niemcy. Ponieważ większość wojsk alianckich otaczających kocioł kolmarski była francuska, misję tę przydzielono francuskiej 1 Armii.
Amerykańska 3 Dywizja Piechoty przesunęła się w Wogezy w połowie grudnia, aby zastąpić wyczerpaną walkami 36 Dywizję Piechoty, a więc była już na miejscu, aby wspierać likwidację kotła. Uświadomiwszy sobie, że Francuzi będą potrzebować pomocy dodatkowych żołnierzy amerykańskich w nadchodzącej bitwie, gen. Jacob Devers, dowódca 6 Grupy Armii, zorganizował przeniesienie jeszcze jednej dywizji amerykańskiej z innej części frontu. 28 Dywizja Piechoty przybyła z frontu w Ardenach i zajęła pozycje wzdłuż prawej flanki 3 Dywizji Piechoty. Z 28 Dywizją w Dolinie Kaysersberg 3 Dywizja byłaby w stanie skoncentrować się na ataku przeciwko dwóm niemieckim dywizjom, 708 Dywizji Grenadierów Ludowych i 189 Dywizji Piechoty. Dodatkowo, amerykańska 10 Dywizja Pancerna miała również wesprzeć ofensywę, ale wraz z rozwojem wydarzeń ostatecznie to 12 Dywizja Pancerna została zaangażowana w tę bitwę.

### Pogoda i teren działań
Zima 1944–1945 charakteryzowała się rekordowo niskimi temperaturami w północno-zachodniej Europie. W oficjalnej historii francuskiej 1 Armii gen. de Lattre opisał pogodę w Alzacji jako „syberyjską” z temperaturami sięgającymi –20 °C, silnymi wiatrami i ponad metrowym śniegiem.
Równina Alzacka jest płaska i nie zapewnia atakującemu praktycznie żadnej osłony poza rzadkim lasem. Jest również terenem zalewowym dla Renu, w związku z czym przecinana jest wieloma strumieniami i kanałami nawadniającymi z dnem pokrytym aluwium, co czyni z nich pułapki dla próbujących je przekroczyć pojazdów. Rozsiane po równinie są małe wioski złożone z solidnych murowanych domów, których wielopiętrowa konstrukcja zapewniała broniącym się w nich żołnierzom imponujący widok na okoliczne pola.

## Bitwa

### Początkowy atak Francuzów na południową flankę kotła kolmarskiego

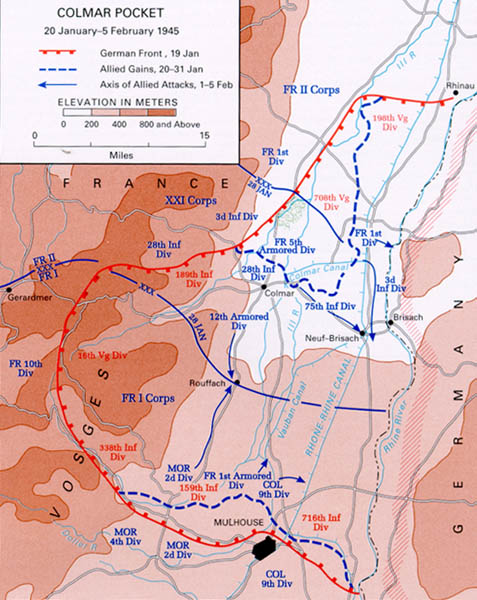
Schemat bitwy

Francuski I Korpus gen. Émile’a Béthouarta zaatakował 20 stycznia 1945 r. Pierwszym celem 1 i 2 Dywizji Marokańskiej był Ensisheim. 9 Dywizja Kolonialna przeprowadziła wtórne ataki na prawą flankę korpusu na północ od Miluzy. Wsparły je czołgi francuskiej 1 Dywizji Pancernej. Atakując przez śnieżycę, francuski I Korpus początkowo osiągnął efekt zaskoczenia przeciwko swojemu przeciwnikowi, LXIII Korpusowi Armijnemu gen. Ericha Abrahama. Atak korpusu zwolnił w nocy, gdy rozpoczęły się niemieckie kontrataki. Trudna pogoda i teren w połączeniu z niemiecką obroną w głębi perymetru utrudniały postęp francuskiego I Korpusu i poważnie ograniczały jego sukces. Atakującym Francuzom udało się jednak przyciągnąć niemieckie rezerwy mobilne (106 Brygadę Pancerną i 654. ciężki batalion przeciwpancerny) oraz niemiecką 2 Dywizję Strzelców Górskich na południe. Jednak nawet ten ograniczony sukces nie obył się bez znacznych kosztów: tylko 1 Brygada francuskiej 1 Dywizji Pancernej straciła 36 z ok. 50 czołgów średnich na minach. Straty w innych jednostkach pancernych były zbliżone.
W przeciwieństwie do większości terenów na Równinie Alzackiej, na terenie, w którym walczył francuski I Korpus, przeważały lasy i obszary miejskie, co jeszcze bardziej utrudniało działanie. 4 Marokańska Dywizja Górska była w stanie zepchnąć wroga tylko 3 km na północny wschód w kierunku Cernay. Na prawej flance 4 Dywizji i na południowym wschodzie 2 Marokańska Dywizja Piechoty odniosła większy sukces, przekraczając prawie 6 km na północny wschód w kierunku Wittelsheim. Na prawej flance, poczynając od Miluzy, 9 Dywizja Kolonialna przeszła 5–6 km przez przedmieścia Miluzy i lasy na północ od miasta, z 1 Brygadą zdobywającą Richwiller i 6 Pułkiem Piechoty Kolonialnej wyzwalającym Wittenheim. 24 stycznia niemiecki kontratak pancerny w pobliżu Richwiller został odparty przez francuskie wojska kolonialne, a Niemcy stracili 15 czołgów i niszczycieli czołgów. W ogólnym zarysie, zdobycze francuskiego I Korpusu były większe w zachodniej części (prawej flance) jego sektora frontu, lecz Niemcom w dużej mierze udało się zahamować postępy atakujących.

### Aliancki atak na północy
Gen. Joseph de Goislard de Monsabert, dowódca francuskiego II Korpusu rozpoczął atak w dniach 22–23 stycznia. Jednostkami atakującymi były amerykańska 3 Dywizja Piechoty i 1 Dywizja Wolnych Francuzów. Na południe od 3 Dywizji, amerykańska 28 Dywizja Piechoty broniła swojego sektora frontu. W rezerwie pozostawała francuska 2 Dywizja Pancerna.

#### Uderzenie w stronę Kanału Kolmarskiego i walki o Jebsheim

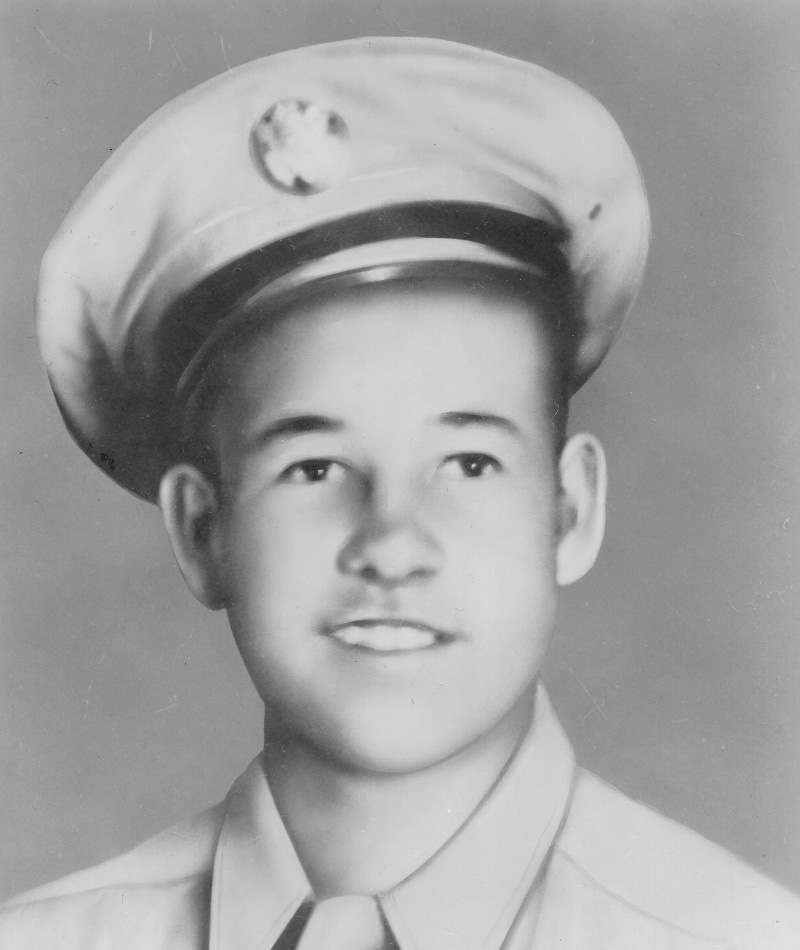
Szer. Jose F. Valdez, żołnierz 7 Dywizji Piechoty, pośmiertnie odznaczony Medalem Honoru za bohaterstwo okazane podczas walki 25 stycznia 1945 r.

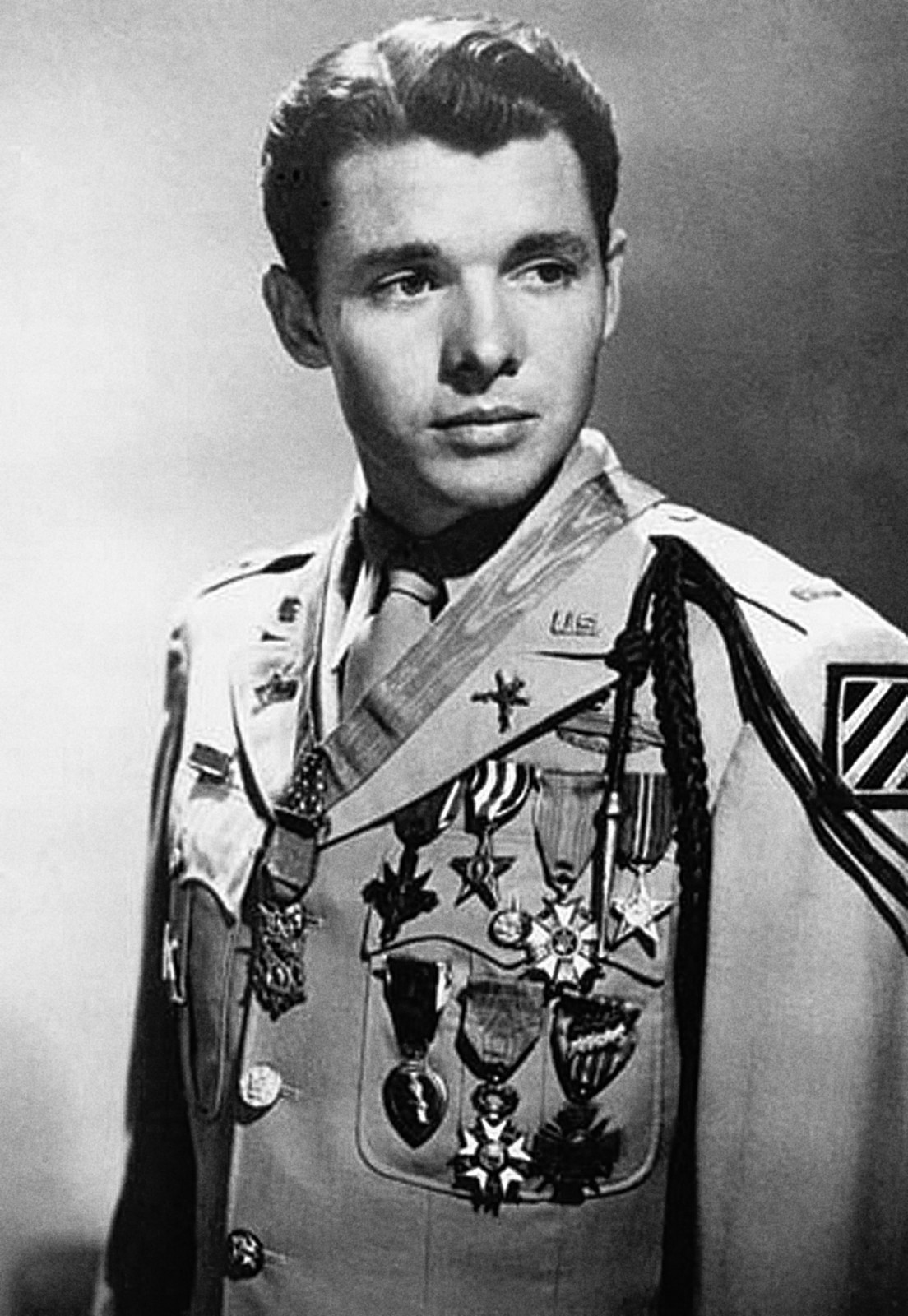
Por. Audie Murphy, wielokrotnie odznaczany oficer 3 Dywizji Piechoty, uhonorowany Medalem Honoru za heroizm podczas walk w Bois de Riedwihr

Amerykańska 3 Dywizja Piechoty gen. Johna O’Daniela zaatakowała 22 stycznia na południowy wschód, mijając rzekę Ill, omijając miasto Colmar od północy i otwierając drogę czołgom francuskiej 5 Dywizji Pancernej na moście kolejowym zaopatrującym Niemców w kotle kolmarskim z Neuf-Brisach. 7 Pułk Piechoty uderzył na południe, oczyszczając region pomiędzy rzekami Fecht oraz Ill. Podczas działań bojowych 7 Dywizji Piechoty szer. Jose F. Valdez poświęcił się, pozostając na małym dworcu kolejowym w pobliżu Rosenkranz, aby osłaniać odwrót pozostałych członków jego drużyny. Została za to pośmiertnie odznaczony Medalem Honoru. 30 Pułk Piechoty ruszył na południowy wschód, przekroczył rzekę Ill na północ od drewnianego mostu na farmie Maison Rouge i ruszył na południe 23 stycznia, zdobywając ten most. 30 Pułk Piechoty przeniósł się następnie na południe do Lasu Riedwihr (fr. Bois de Riedwihr), w kierunku miast Riedwihr i Holtzwihr.
Most w Maison Rouge okazał się niezdolny do wsparcia przeprawy (zawalił się pod ciężarem pierwszego przejeżdżającego czołgu), dlatego 30 Pułk Piechoty miał niewielkie możliwości walki z bronią pancerną (bazooki i trzy działa przeciwpancerne 57 mm), kiedy został zaatakowany późnym popołudniem przez niemiecką piechotę i niszczyciele czołgów z 708 Dywizji Grenadierów Ludowych i 280. batalionu bojowego. Bez osłony i w obliczu niemożności wykopania okopów z powodu zamarzniętego gruntu, pułk został zmuszony do wycofania się, ponosząc ciężkie straty, gdy odwrót przybrał charakter bezładnej ucieczki. 30 Pułk Piechoty zreorganizował się na zachodnim brzegu rzeki Ill, ale na trzy dni został wyłączony z działań liniowych.
25 stycznia amerykański 15 Pułk Piechoty zajął miejsce 30 Pułku i odbił most w Maison Rouge. Niemiecki kontratak, ponownie wspierany przez niszczyciele czołgów, pokonał odsłoniętą kompanię strzelców około godziny 8:00 rano, ale nie był w stanie przekroczyć mostu z powodu amerykańskiego ostrzału obronnego. Później tego dnia amerykańscy inżynierowie wojskowi wznieśli most nad rzeką Ill na północ od Maison Rouge, a batalion 15 Pułku Piechoty wspierany przez czołgi zaatakował na południu, ostatecznie zabezpieczając przyczółek. W ciągu następnych dwóch dni 15 Pułk uderzył na południe w kierunku miast Riedwihr i Holtzwihr, wkraczając do Lasu Riedwihr. Niemieckie kontrataki zdarzały się co jakiś czas, ale wojska amerykańskie były w stanie odeprzeć je przy wsparciu czołgów i niszczycieli czołgów.
26 stycznia na południowym skraju Lasu Riedwihr niemieckie siły piechoty i czołgów wyszły z Holtzwihr, aby kontratakować kompanię B 15 Pułku Piechoty. Wiedząc, że sytuacja jest beznadziejna, por. Audie Murphy kazał swoim ludziom wycofać się do lasu. Sam wspiął się na płonący niszczyciel czołgów M10 Wolverine i zaatakował Niemców ogniem ciężkiego karabinu maszynowego M2 zamontowanego na pojeździe, jednocześnie wzywając ostrzał artyleryjski na własną pozycję. Nie mogąc namierzyć samotnego strzelca, Niemcy wpadli w panikę, a następnie zostali zaatakowani przez amerykańskie myśliwce bombardujące, które znalazły dziurę w chmurach nad polem bitwy. Zaskoczone siły niemieckie wycofały się z powrotem do Holtzwihr, nadal ostrzeliwane przez por. Murphy’ego. Odznaczono go za to Medalem Honoru. Las Riedwihr został oczyszczony przez 15 Pułk Piechoty do 26 stycznia, a Holtzwihr zostało zajęte przez 30 Pułk dzień później, 27 stycznia. Pułk nacierał dalej na południe, osiągając Kanał Kolmarski 29 stycznia.
Zdobycie Jebsheim było konieczne dla ochrony północnej flanki natarcia 3 Dywizji Piechoty. Gdy dywizja nacierała na przedzie francuskiej 1 Dywizji Piechoty na północnej flance, gen. O’Daniel zobowiązał 254 Pułk Piechoty (część 63 Dywizji Piechoty, przyłączony do 3 Dywizji na czas trwania operacji w kotle kolmarskim) do zdobycia Jebsheim. W dniach 26–27 stycznia niemiecki 136 Pułk Piechoty Górskiej bronił miasta przed atakami amerykańskiego 254 Pułku Piechoty. W dniach 28–29 stycznia Amerykanie zajęli Jebsheim wspierani przez francuskie czołgi 6 Brygady ze składu 5 Dywizji Pancernej oraz batalion francuskiego 1 Pułku Spadochronowego. Następnie 254 Pułk Piechoty kontynuował uderzenie na wschód w kierunku Kanału Rodan-Ren. Tymczasem 7 Dywizja Piechoty ruszyła naprzód, aby wraz z 15 Pułkiem Piechoty i francuskimi czołgami z 5 Dywizji Pancernej zająć pozycje do ataku na silnie ufortyfikowane miasto Neuf-Brisach, odległe o ok. 8 km od szpicy 3 Dywizji.

#### Uderzenie w stronę Renu na północy
Na lewej flance i na północ od amerykańskiej 3 Dywizji Piechoty, francuska 1 Dywizja Piechoty zaatakowała 23 stycznia, mając za główny cel wyjście na linię Renu. W obliczu czterech batalionów 708 Dywizji Grenadierów Ludowych (część LXIV Korpusu Armijnego gen. Maxa Grimmeissa) wspieranych przez niszczyciele czołgów i artylerię, 1 Brygada 1 Dywizji walczyła w warunkach podobnych do tych, jakie mieli Amerykanie na południu. Niemcy postawili na taktykę głębokiej obrony, wykorzystując pozycje we wsiach i lasach, aby kontrolować otwarty teren przed nimi i swobodnie wykorzystywać miny lądowe. Dwa bataliony 708 Dywizji Grenadierów Ludowych kontratakowały francuskie przyczółki nad rzeką Ill około godz. 23:00 23 stycznia, ale zostały odparte. Chcąc uniknąć okopanej niemieckiej piechoty i broni pancernej w Lasach Elsenheim, gen. Garbay skierował 1 Brygadę, aby skoncentrowała swój atak na drodze z Illhaeusern do Elsenheim. W dniach 26–27 stycznia 1 Brygada walczyła w celu otwarciu tej trasy i ominięcia przeszkód, z kluczowym atakiem w stronę lasu dokonanym przez 3. batalion Pułku Marszowego Legii Cudzoziemskiej 27 stycznia. Przy dużych stratach wieś Grussenheim została zajęta 28 stycznia dzięki wsparciu czołgów francuskiej 2 Dywizji Pancernej. Widząc dowody na rozpadanie się niemieckiej obrony, Francuzi ruszyli naprzód, zdobywając Elsenheim i Marckolsheim 31 stycznia i docierając do Renu następnego dnia. Podczas operacji w kotle kolmarskim francuska 1 Dywizja poniosła straty w liczbie 220 zabitych, 1240 rannych, 96 zaginionych i 550 ofiar stopy okopowej.

### Alianckie posiłki

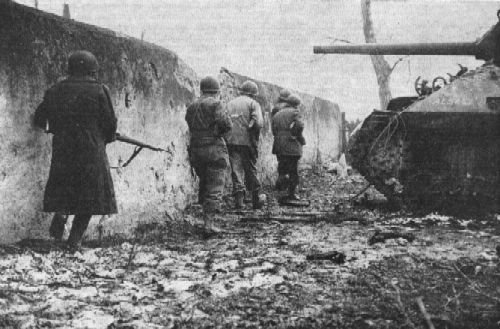
Atakująca amerykańska piechota w Ostheim

Dostrzegając trudności w natarciu wszystkich jednostek alianckich walczących w kotle kolmarskim, gen. de Lattre poprosił o wsparcie od 6 Grupy Armii. W odpowiedzi na wezwanie, gen. Devers podporządkował kwaterę główną amerykańskiego XXI Korpusu francuskiej 1 Armii. XXI Korpus gen. Franka Milburna zajął pozycje pomiędzy dwoma korpusami francuskimi 28 stycznia i objął dowództwo nad 3 i 28 Dywizję Piechoty. Dwie dodatkowe amerykańskie dywizje zostały również przyłączone do XXI Korpusu – 75 Dywizja Piechoty i 12 Dywizja Pancerna. Wreszcie francuska 5 Dywizja Pancerna, 1 Pułk Spadochronowy i 1. batalion Choc (komandosów) pozostały pod dowództwem XXI Korpusu. XXI Korpus otrzymał zadanie zdobycia miasta Colmar i przeprawy na moście w Breisach.
Ze swojej strony niemieckie dowództwo błędnie odczytało cele aliantów, uznając atak za próbę przełamania frontu, przypuszczoną w wybranym punkcie. Hitler zgodził się na częściowe wycofanie się na północy (wybrzuszeniu pod Erstein) w nocy 28 stycznia, ale zabronił generalnego odwrotu nad Renem. Niemieckie placówki w Wogezach zostały wycofane, ale zamieszanie związane z wycofaniem się spowodowało, że wiele jednostek zmieszało się ze sobą. Chociaż nie wpłynęło to na liczbę dostępnych do walki jednostek, obniżyło znacznie zdolności obronne Niemców. 29 stycznia Grupa Armii Oberrhein została rozwiązana, a jednostki w kotle kolmarskim zostały ponownie podporządkowane Grupie Armii B pod dowództwem SS-Obergruppenführera Paula Haussera.

#### Uderzenie w stronę Renu w centrum

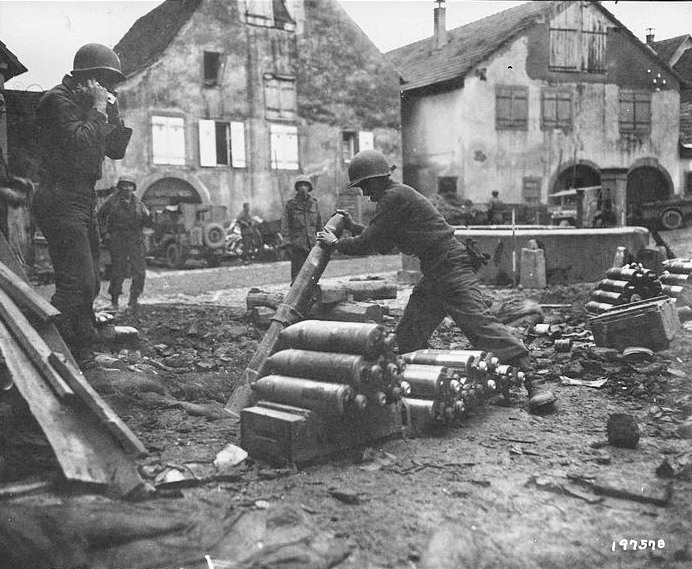
Obsługa amerykańskiego moździerza w Zellenberg powadzi ostrzał niemieckich pozycji w rejonie Mittelwihr

3 Dywizja Piechoty kontynuowała manewr boczny południowy i wschodni. Wieczorem 29 stycznia artyleria dywizyjna wystrzeliła 16 tys. pocisków z armat 105 mm i 155 mm podczas trzygodzinnego przygotowania do ataku 7 i 15 Pułku Piechoty na południe przez Kanał Kolmarski. Piechota przeszła na drugi brzeg pomiędzy godz. 21:00 a północą. Po zabezpieczeniu przepraw inżynierowie rozpoczęli budowę trzech mostów Baileya nad kanałem, aby umożliwić przejazd pojazdom opancerzonym. Następnego dnia francuskie dowództwo 4 i 5 Brygady Pancernej (obie z 5 Dywizji Pancernej) przekroczyły kanał, przy czym 4 Brygada wspierała 7 Pułk Piechoty, a 5 Brygada udzieliła wsparcia 15 Pułkowi Piechoty. Wkrótce potem 15 Pułk i 5 Brygada podjęły energiczną akcję w Urschenheim, podczas gdy 7 Pułk został zatrzymany przed Hombourgiem. Tego samego dnia amerykański 254 Pułk Piechoty zaatakował na wschód w kierunku Artzenheim przy wsparciu francuskiej 6 Brygady Pancernej, ale Niemcy wykorzystali wsparcie artyleryjskie i okopali swoje niszczyciele czołgów Jagdpanther, aby odeprzeć natarcie, niszcząc sześć francuskich czołgów i cztery transportery półgąsienicowe. Artzenheim zostało zajęte przez francuski II Korpus 1 lutego.
Walcząc w strefie amerykańskiej 3 Dywizji Piechoty, francuski 1 Pułk Spadochronowy zaatakował i zajął Widensolen w godzinach porannych 31 stycznia. Do 17:00 patrole 3 Dywizji dotarły do Kanału Rodan-Ren, około 8 km na południowy wschód od punktów spotkania sektorów dywizji nad Kanałem Kolmarskim. Tego samego dnia francuska 6 Brygada została odwołana z frontu po poniesieniu poważnych strat, z zaledwie 13 sprawnymi czołgami w swoim batalionie czołgów i 30 pojazdami w kompanii strzeleckiej Legii Cudzoziemskiej. W miejsce Brygady przybyła francuska 2 Dywizja Pancerna. 1 lutego 15 i 30 Pułku Piechoty ruszyły na południe wzdłuż Kanału Rodan-Ren, docierając do obszaru na północ od Neuf-Brisach. W dniach 2–3 lutego 7 Pułk uderzył na południe wzdłuż kanału, przechodząc przez Artzenheim i zdobywając Biesheim po zaciętej bitwie. 3 lutego w pobliżu Biesheim technik-inżynier Forrest E. Peden z artylerii 3 Dywizji przebiegł kilka kilometrów pod intensywnym ogniem niemieckim, aby wezwać pomoc dla wziętej w zasadzkę przez wroga jednostki piechoty. Po powrocie na pole walki w lekkim czołgu M3 Stuart Peden został zabity, gdy czołg został trafiony i zniszczony. Za okazany heroizm Pedena odznaczono pośmiertnie Medalem Honoru.
Po dniu spędzonym na umacnianiu pozycji, 3 Dywizja Piechoty ponownie uderzyła na południe 5 lutego, przejmując Vogelgrun następnego dnia. Ufortyfikowane miasto Neuf-Brisach zostało dość szybko zdobyte 6 lutego siłami 30 Pułku Piechoty z pomocą dwojga francuskich dzieci, które pokazały Amerykanom niebronione przejścia do miasta. Niemcy, po ewakuacji tego, co pozostało na miejscu z ludzi i sprzętu, zniszczyli most nad Renem w Breisach. Przejęcie Neuf-Brisach oznaczało koniec operacji w kotle kolmarskim dla amerykańskiej 3 Dywizji Piechoty.

#### Oczyszczanie obszaru pomiędzy Colmarem a Renem
Amerykańska 75 Dywizja Piechoty weszła do walki 31 stycznia, między 3 a 28 Dywizją Piechoty. Atakując 1 lutego, 289 Pułk Piechoty oczyścił Hombourg, a 290 Pułk Piechoty zbliżył się do Andolsheim, zajmując miasto 2 lutego o godzinie 14:00. Tego samego dnia 75 Dywizja przeprowadziła ataki dywersyjne, aby wesprzeć atak aliantów na miasto Colmar, w sąsiedztwie zachodniego sektora dywizji. 3 lutego 75 Dywizja oczyściła Forêt Domaniale i skonsolidowała zajmowany przez siebie obszar następnego dnia. Przemieszczając się ponownie 5 lutego, jednostka przeszła przez Appenwihr, Hettenschlag i Wolfgantzen. 6 lutego 75 Dywizja dotarła do kanału Rodan-Ren na południe od Neuf-Brisach. Ta akcja zakończyła działania operacyjne 75 Dywizji Piechoty w kotle kolmarskim.

#### Wyzwolenie Colmaru

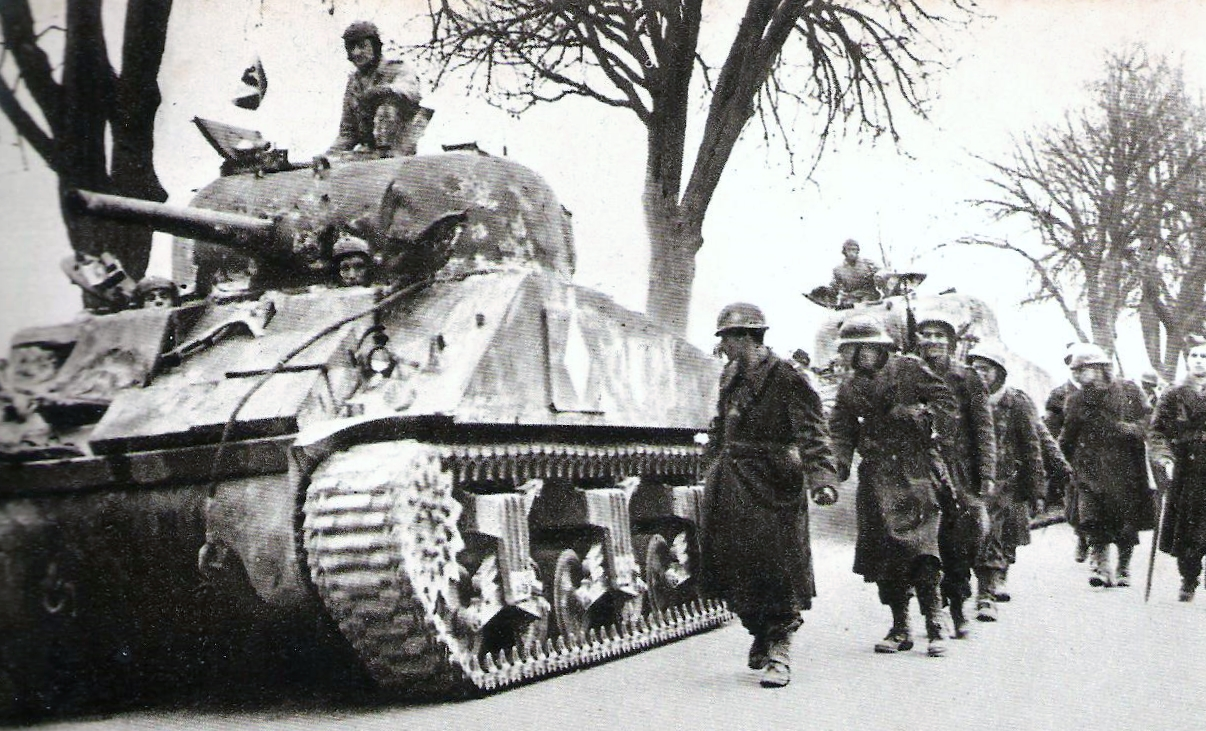
Żołnierze 1 Armii Francuskiej w okolicach Colmaru

Pozostając w defensywie aż do tego momentu bitwy, 28 Dywizja Piechoty gen. Normana Coty połączyła siły z francuską 4 Brygadą Pancerną i wyruszyła, by zająć miasto Colmar. 2 lutego 109 Pułk Piechoty przekroczył rów przeciwpancerny na północ od miasta, a francuskie czołgi znalazły przejścia nad przeszkodą. Francuskie siły pancerne jako pierwsze wyszły do Colmaru, osiągając Place Rapp (plac Rapp) o godzinie 11:30. W dniach 2–3 lutego 109 Pułk Piechoty, francuska 4 Brygada Pancerna, 1 Pułk Spadochronowy i komandosi oczyścili miasto z sił niemieckich. W symbolicznym akcie francuski 152 Pułk Piechoty ponownie wszedł do swoich przedwojennych koszar w Colmarze. Uderzając 3 lutego na południe, 112 Pułk Piechoty wkroczył do Turckheim i zdobył miasto Ingersheim na zachód od Colmaru. Inne jednostki 28 Dywizji dołączyły do Francuzów, blokując niemieckie trasy wylotowe z Wogezów. 6 lutego 28 Dywizja przeniosła się na wschód do Kanału Rodan-Ren na południowej flance amerykańskiego XXI Korpusu, kończąc udział tej jednostki w bitwie.

#### Rozdzielenie kotła
3 lutego amerykańska 12 Dywizja Pancerna przesunęła się na południe przez linie 28 Dywizji, aby połączyć się z francuskim I Korpusem i rozdzielić kocioł kolmarski na dwoje. Siły 12 Dywizji zajęły przyczółek w pobliżu Sundhoffen, po czym posunęły się drogą między Colmarem i Rouffach. Następnego dnia Amerykanie zdobyli Hattstatt leżące na drodze Colmar-Rouffach, ale znaleziono drogę zablokowaną przez niemieckie umocnienia. 5 lutego siły 12 Dywizji wkroczyły do Rouffach i nawiązały kontakt z 4 Marokańską Dywizją Górską francuskiego I Korpusu, 17 dni po rozpoczęciu ataku przez I Korpus. Tego samego dnia Francuzi wkroczyli do wioski Herrlisheim-près-Colmar, więc 12 Dywizja Pancerna zaatakowała po raz drugi miejscowość o nazwie Herrlisheim w Alzacji (w połowie stycznia jednostka walczyły w Herrlisheim na północ od Strasburga). Następnie 12 Dywizja Pancerna atakowała niemieckie trasy wylotowe z Wogezów i wsparła ogniem 28 Dywizję Piechoty.

### Likwidacja kotła kolmarskiego
Na początku lutego francuski I Korpus nadal walczył z niemieckimi maruderami na południe od rzeki Thur między Cernay i Ensisheim, które nadal znajdowały się pod kontrolą wroga. Oczyszczanie tego obszaru zostało zakończone dopiero 3 lutego. 4 lutego I Korpus zaatakował na północ przez rzekę Thur i mając do czynienia jedynie z lekkim niemieckim oporem, 4 Marokańska Dywizja Górska była w stanie zepchnąć przeciwnika na południowe obrzeża Rouffach. Porzucone przez Niemców Cernay zostało zajęte tego samego dnia. Następnego dnia 4 Dywizja Marokańska połączyła się z 12 Dywizją Pancerną w Rouffach i razem z 9 Dywizją Piechoty Kolonialnej zaatakowała Ensisheim, pierwotny cel korpusu. Hirtzfelden zostało zajęte przez 2 Marokańską Dywizję Piechoty 6 lutego, a 9 Dywizja Kolonialna zakończyła oczyszczanie Ensisheim i uderzyła na wschód, w stronę Lasów Harth. 7 lutego zarówno 9 Dywizja Kolonialna, jak i 1 Dywizja Pancerna dotarły do kanału Rodan-Ren na wschód od Ensisheim. Brygada Kawalerii Spahis i 151 Pułk Piechoty oczyściły Lasy Harth 8 lutego, podczas gdy 1 Dywizja Pancerna posuwała się na południe w kierunku niemieckiego przyczółka w Chalampé, a także połączyła się z elementami francuskiej 2 Dywizji Pancernej w Fessenheim tego samego dnia.
W tym okresie kurczące się tereny pod kontrolą niemiecką po zachodniej stronie Renu zostały poddane ciężkiemu ostrzałowi artyleryjskiemu oraz nalotom amerykańskich i francuskich samolotów. 9 lutego I Korpus wyeliminował niemiecki przyczółek w Chalampé, po czym, nie mając już prawie żadnych sił na zachodnim brzegu Renu w rejonie Colmaru, Niemcy wysadzili most nad Renem w Chalampé. Oznaczało to zakończenie operacji alianckich w kotle kolmarskim i koniec poważnej niemieckiej obecności wojskowej w Alzacji.

## Następstwa

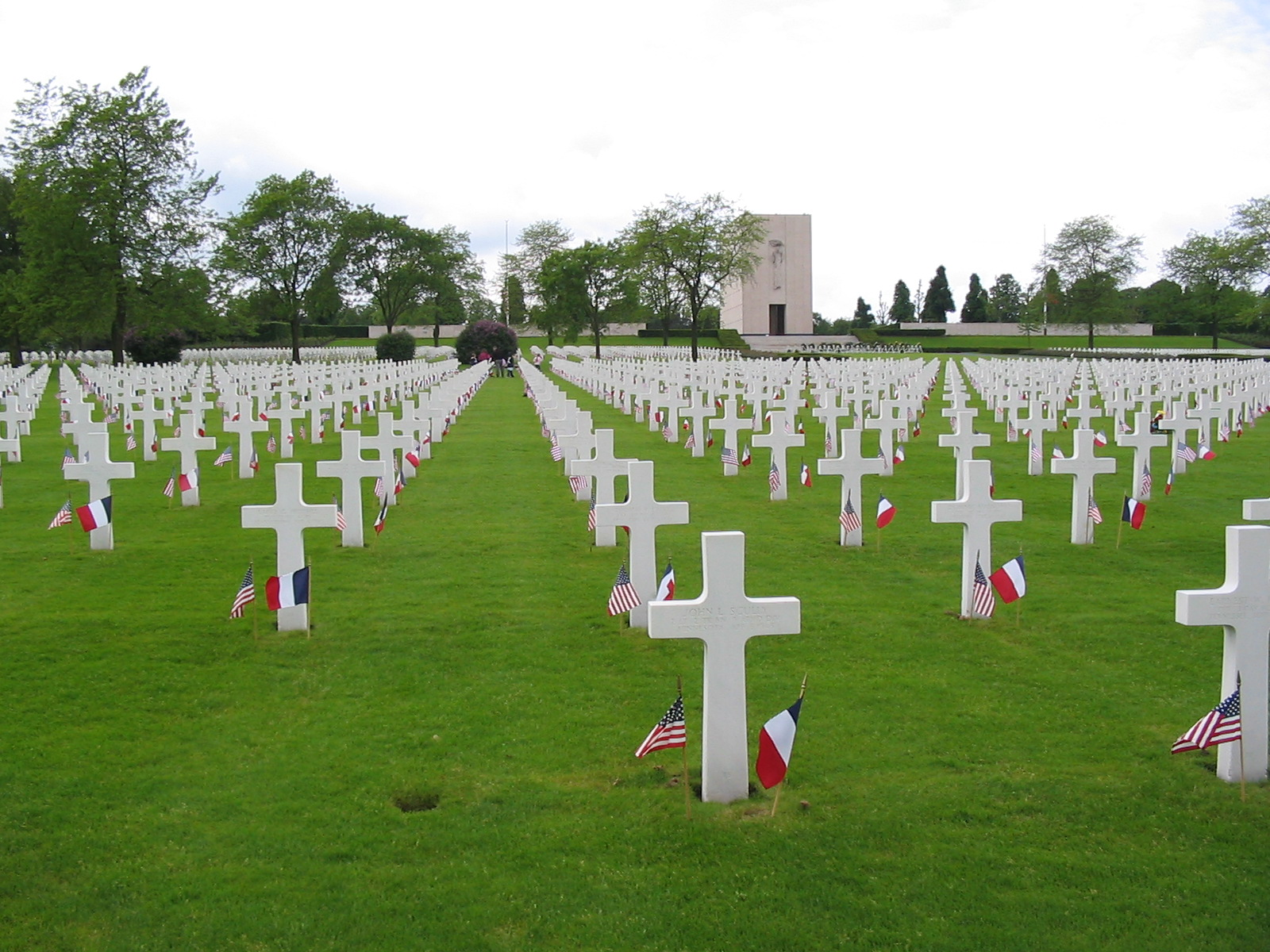
Cmentarz amerykański w Saint-Avold, miejsce spoczynku wielu żołnierzy amerykańskich poległych podczas walk w kotle kolmarskim

Zgodnie z kierunkiem wyznaczonym przez gen. Eisenhowera, kocioł kolmarski został zlikwidowany, a amerykańska 6 Grupa Armii stanęła nad Renem, od granicy szwajcarskiej do regionu na północ od Strasburga. 19 Armia niemiecka, choć nie do końca zniszczona, straciła większość swoich doświadczonych żołnierzy (tylko 708 Dywizja Grenadierów Ludowych wycofała się prawie nietknięta) i została zmuszona do reorganizacji w Badenii, wykorzystując dużą liczbę zupełnie niedoświadczonych żołnierzy Volkssturmu, aby uzupełnić poważne straty poniesione na równinach Alzacji. Niemcy pozostawili 55 pojazdów opancerzonych i 66 dział. Eliminacja kotła kolmarskiego pozwoliła 6 Grupie Armii skoncentrować się na operacji Undertone, ataku na linię Zygfryda i inwazji na Niemcy, rozpoczętej w marcu 1945 r.
Po raz czwarty w ciągu 75 lat prowincja Alzacji zmieniła swoją przynależność państwową pomiędzy Francją a Niemcami.
Po bitwie Francuzi przyznali amerykańskiej 3 Dywizji Piechoty prawo do noszenia Croix de Guerre, a prezydent Stanów Zjednoczonych uhonorował jednostkę Presidential Unit Citation. 109 Pułk Piechoty z 28 Dywizji otrzymał również prawo do noszenia Croix de Guerre.
Dziś liczne ulice w Alzacji są nazwane na cześć alianckich dowódców i jednostek, które walczyły w tej bitwie, a po całej prowincji rozsiane są francuskie i amerykańskie cmentarze wojskowe.